# Abubakar Shekau
Abubakar Shekau sau Abu Bakr Shekau (cunoscut și sub porecla „Dar at-Tawhid”,adică „Vatra Monoteismului”, în arabă:دار التوحيد, n. 24 martie 1973, Shekau⁠(d), Statul Yobe, Nigeria – d. 20 mai 2021, Sambisa Forest⁠(d), Statul Borno, Nigeria) a fost conducătorul organizației teroriste Boko Haram din Nigeria, de inspirație jihadistă-salafistă. Membru al etniei Kanuri din nord-estul Nigeriei, el l-a înlocuit pe fondatorul organizației, Ustaz Muhammad Yussuf, care a fost ucis în anul 2009.
În anul 2013 autoritățile Statelor Unite ale Americii au promis un premiu de 7 milioane de dolari pentru cine va ajuta la capturarea lui.

## Biografie
Abubakar Shekau s-a născut poate după anul 1969, sau în jurul anului 1975 pe teritoriul Republicii Niger, deși după afirmațiile sale, s-a născut în satul Shekau din Statul Yobe din Republica Federală Nigeria. Ar fi copilărit în orașul Maiduguri, capitala Statului Yobe, unde ar fi învățat cu niște predicatori religioși. Shekau vorbește limbile hausa, engleză și arabă.
În anul 2001 el a fost recrutat de către Muhammad Yussuf în organizația pe care a înființat-o, Boko Haram, care își propusese să lupte împotriva pătrunderii influenței culturale occidentale în regiunile în care acționează și să pună bazele unui stat islamic bazat pe legea religioasă Sharia. În iulie 2009 comandantul organizației, Muhammad Yussuf, a fost ucis într-o ciocnire cu forțe de poliție, în cadrul ofensivei lansate de președintele de atunci al Nigeriei, Umaru Yar'Adua. În cursul anilor 2009-2010 Abubakar Shekau, care fusese adjunctul lui Muhammad Yussuf, s-a impus ca lider al organizației în locul său. Sub conducerea sa, Boko Haram a căpătat un caracter și mai extremist și feroce.
În anul 2009 surse ale armatei nigeriene au anunțat că au izbutit să-l omoare, dar apoi într-un film video difuzat pe internet iulie 2010 a fost văzut teafăr și aparent nevătămat. Posibil ca fusese doar rănit la picior.
Abubakr Shekau a condus numeroase atacuri teroriste mai ales în regiunea predominant musulmană din nordul Nigeriei, cu masacre de civili în sate, biserici ale minorităților creștine și școli, de asemenea împotriva unor posturi de poliție. În anul 2011 oamenii săi au ucis 495 persoane.
În august 2011 ei au atacat statul major al ONU în capitala Nigeriei, Abuja, ucigând 24 persoane.
În noiembrie membrii Boko Haram au ucis peste 30 persoane care erau în drum spre o nuntă în nord estul Nigeriei. În decembrie 2013 o mașină infernală pregătită de aceștia a omorât 70 persoane.
La 14 aprilie 2014 Boko Haram au răpit peste 200 eleve din satul Chibok din statul Borno. Într-un film video difuzat după câteva zile Abubakar Shekau a anunțat că elevele sunt în posesia sa și intenționează să le vândă ca sclave și să le mărite cu membri ai organizației. De asemenea a propus eliberarea lor în schimbul unor combatanți ai săi aflați în mâinile autorităților. După cum se vede în film, elevele creștine au fost silite să treacă la religia musulmană.Într-un video difuzat la 13 iulie 2014 Abubakar Shekau si-a proclamat sprijinul pentru Abu Bakr al-Bagdadi, „califul” Statului islamic Daash din Siria și Irak, pentru Ayman Al Zawahiri, „emirul” organizației Al Qaida și pentru Mollah Omar, conducătorul Talibanilor.
În cursul anilor 2014-2015 a trecut, asemănător cu „Statul Islamic” „Daash” din Siria și Irak, și la acțiuni militare de cucerire în estul Nigeriei și apoi, dincolo de graniță, în Camerun. 
Aceasta a atras, în cele din urmă intervenția unei forțe africane de intervenție, în principal a armatei din Ciad.
După exemplul Talibanilor din Afghanistan și mai ales a lui Osama bin Laden, Boko Haram obișnuiește să difuzeze filme video în care conducătorul Abubakar Shekau își expune ideologia.